# Éditions Mazarine
Éditions Mazarine est une maison d'édition française créée en 1979 et rattachée aux éditions Fayard. Son siège était situé au 75, rue des Saints-Pères à Paris. À la même adresse se trouvait auparavant la librairie Gedalge. Les livres indiquent une autre adresse : 8, rue de Nesle - 75006 Paris.

## Historique
La société « Éditions Mazarine » est fondée en 1979 par Jean-Étienne Cohen-Séat et Ronald Blunden qui en est le directeur littéraire jusqu'en 1984. À la suite de difficultés financières, la maison est « mise en sommeil » en 2001 par les éditions Fayard qui en sont le propriétaire puis est remise en activité en mars 2016. La maison d'édition a le statut de département de la société Librairie Arthème Fayard.
Lise Boëll prend la tête de l'entreprise en 2024. Vincent Bolloré, qui détient le groupe, licencie la PDG de Fayard, Isabelle Saporta, car cette dernière refuse de collaborer avec Lise Boëll. Celle-ci éditera en effet le livre de Jordan Bardella, président du Rassemblement national, après avoir été l'éditrice d'autres personnalités d'extrême-droite.

## Principales publications
- 1981 : Les Demoiselles de Beaumoreau de Marguerite Gurgand – Prix du Livre Inter 1981, prix des Maisons de la Presse 1981
- 1983 : Le Bon Plaisir de Françoise Giroud
- 1983 : Patchwork de Jean Vautrin – Prix des Deux-Magots 1984